# Lethrus arnoldii
Lethrus arnoldii is een keversoort uit de familie mesttorren (Geotrupidae). De wetenschappelijke naam van de soort werd in 1987 gepubliceerd door Nikolajev.